# 바버라 페퍼
바버라 페퍼(영어: Barbara Pepper, 1915년 5월 31일 ~ 1969년 7월 18일)는 미국의 배우이다.

## 영화
- 싸이코 드라마 (1969년)
- 키스 미 스투피드 (1964년)
- 기다리는 아이 (1963년)
- 매드 매드 대소동 (1963년)
- 추격 (1959년)
- 록-어-바이 베이비 (1958년)
- 앤티 맘 (1958년)
- 페리 메이슨 (1957년)
- 영 앳 하트 (1954년)
- 소 디스 이즈 러브 (1953년)
- 에디 캔터 스토리 (1953년)
- 왈가닥 루시 (1951년)
- 캔트 헬프 싱잉 (1944년)
- 레츠 페이스 잇 (1943년)
- 스타 스팽글드 리듬 (1942년)
- 마이 페이버릿 스파이 (1942년)
- 맨파워 (1941년)
- 블루스의 탄생 (1941년)
- 캐슬 온 더 허드슨 (1940년)
- 여자들 (1939년)
- 생쥐와 인간 (1939년)
- 스윗하츠 (1938년)
- 쇼 보트 (1936년)
- 세이즈브러시 트루버두어 (1935년)
- 물랑 루즈 (1934년)
- 키드 밀리언스 (1934년)
- 로마 스캔달 (1933년)